# Jevgeni Chroenov
Jevgeni Vassiljevitsj Chroenov (Russisch: Евге́ний Васи́льевич Хруно́в) (oblast Toela, 10 september 1933 – Moskou, 19 mei 2000) was een Russisch ruimtevaarder. Chroenov’s eerste en enige ruimtevlucht was Sojoez 5 en begon op 15 januari 1969. Doel van deze missie was een koppeling uit te voeren met de gelijktijdig gelanceerde Sojoez 4. Daarna moesten de bemanningsleden middels een ruimtewandeling overstappen naar het andere ruimtevoertuig.
Chroenov werd in 1960 geselecteerd als astronaut en in 1980 ging hij als astronaut met pensioen. Hij ontving meerdere onderscheidingen en titels, waaronder Held van de Sovjet-Unie en de Leninorde.